# Carlos Kleiber
Carlos Kleiber, nato Karl Ludwig Bonifacius Kleiber (Berlino, 3 luglio 1930 – Konjšica, 13 luglio 2004), è stato un direttore d'orchestra tedesco naturalizzato austriaco.

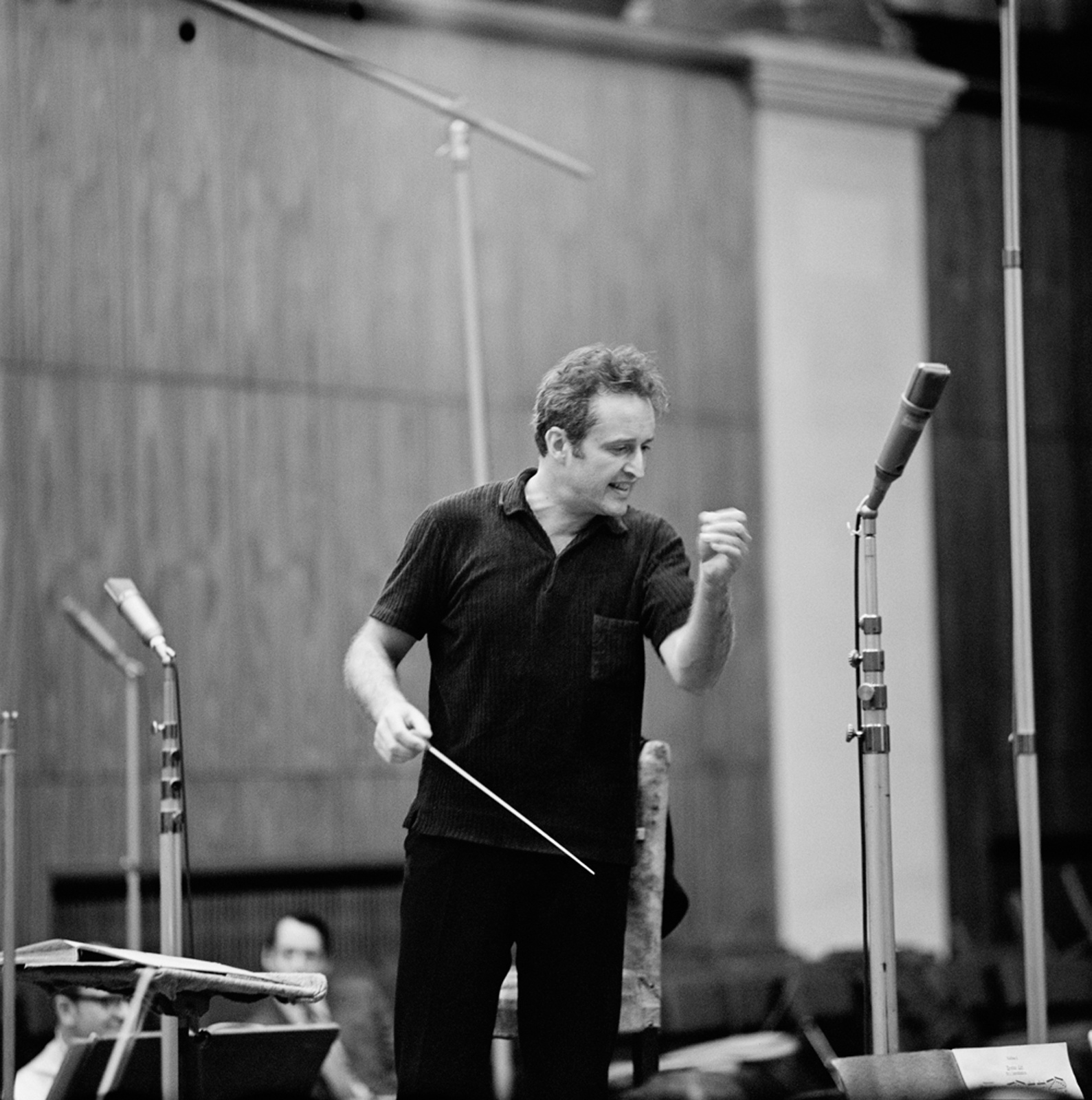
Carlos Kleiber alla direzione della Staatskapelle di Dresda, 1973.

È considerato dai colleghi il più grande direttore d'orchestra di tutti i tempi secondo il risultato del sondaggio pubblicato in Italia dalla rivista Classic Voice nel dicembre 2011 relativo a una rosa di cento nomi celebri. Sono numerosi gli attestati di ammirazione da parte di autorevoli personalità del mondo musicale. 
Figura schiva, riservata e lontanissima dallo star system (rilasciò una sola intervista in tutta la sua carriera, nel 1960), fu interprete caratterizzato da un perfezionismo maniacale con un repertorio che divenne assai limitato negli ultimi anni di attività, soprattutto nella seconda parte della sua carriera, in cui Kleiber centellinò sempre di più le sue apparizioni sul podio. Innumerevoli volte annunciò - più o meno ufficialmente - l'intenzione di voler smettere di dirigere, salvo poi tornare a impugnare nuovamente la bacchetta, in occasione di memorabili esibizioni, che spesso avvenivano in sostituzione, all'ultimo momento, di direttori indisponibili. Tendeva ad approfondire continuamente l'indagine degli stessi brani, molto spesso gli stessi che erano stati diretti dal padre Erich, dalla cui celebre figura si sentì sempre sovrastato.

## Biografia

### Gli inizi
Nacque in Germania a Berlino; il padre era il famoso direttore d'orchestra austriaco Erich Kleiber, la madre, Ruth Goodrich, era americana dell'Iowa e lavorava per l'ambasciata degli Stati Uniti in Argentina; qui Ruth conobbe e sposò Erich Kleiber che a quell'epoca era direttore ospite a Buenos Aires al Teatro Colón. Rientrato in Germania, Erich, in aperto contrasto con il Partito Nazista, si spostò con la famiglia da Berlino alla residenza estiva nei pressi di Salisburgo; quando l'Austria nel 1938 fu annessa alla Germania, i Kleiber si trasferirono in Svizzera a Lugano. Lasciarono in seguito l'Europa per gli Stati Uniti per poi giungere nel 1940 in Argentina nella provincia di Córdoba. In questo periodo Karl cambiò nome da Karl Ludwig a Carlos. Parecchi anni dopo, nel 1980, Carlos acquisì la cittadinanza austriaca.
Il giovane Carlos era già molto dotato musicalmente in tenera età, tanto che a nove anni era già in grado di comporre musica. L'atteggiamento di Erich nei confronti delle attitudini del figlio fu comunque molto cauto. Da un lato cercava di proteggerlo, ben sapendo quali fossero le difficoltà di una carriera simile alla propria, dall'altro cercava di comprendere se la musica fosse per lui veramente "necessaria" alla sua vita. Carlos crebbe studiando inglese con la sua governante e in un collegio in Cile, a Santiago, mostrando non solo particolare interesse per la musica, ma predisposizione per le lingue straniere. Iniziò gli studi musicali a Buenos Aires, anche se il padre si oppose fin dall'inizio fortemente che il figlio si dedicasse professionalmente alla musica, in generale, e alla direzione d'orchestra in particolare. Il rapporto con il padre, dotato di grande personalità, fu d'altra parte sempre piuttosto difficile; inizialmente la famiglia decise che Carlos dovesse studiare chimica e a tal scopo fu mandato in Svizzera al Politecnico di Zurigo dove rimase due anni dal 1949 al 1950; dopo questo periodo infruttuoso egli chiese al padre di rientrare in Argentina per studiare musica. Erich gli impose un anno di studio intensivo per saggiare le sue vere capacità e tal scopo fu affidato al direttore d'orchestra Roberto Kinsky che gli insegnò la lettura della partitura. Studiò in seguito armonia con Erwin Leuchter e pianoforte con Leo Schwarz e Ljerko Spiller.
Nel 1952 riuscì a ottenere un incarico di maestro sostituto al Teatro Argentino di La Plata a cui seguirono alcune prove a Montevideo della Sinfonia n.2 di Borodin. Questo fu un vero banco di prova agli occhi del padre che decise di mandarlo a Monaco di Baviera come maestro sostituto per le operette, ritenendo l'incarico l'ideale per imparare il mestiere. Carlos esordì a Potsdam il 12 febbraio 1955 come direttore nell'operetta Gasparone, uno dei capolavori del compositore austriaco Karl Millöcker, ma il padre gli impose di cambiare nome e si presentò con lo pseudonimo di Karl Keller. Il padre non gli insegnò mai nulla e fu proprio questa la motivazione che portò Carlos a seguire tutte le prove di direzione orchestrale del genitore.
Nel frattempo Erich, che si era trasferito a Berlino Est, per disaccordi con il regime comunista lasciò ogni incarico e abbandonò la Germania; morì a Zurigo per un attacco cardiaco nel 1956. Carlos venne in seguito convocato alla Volksoper di Vienna con l'incarico di "maestro sostituto principale" e qui ebbe una prima occasione nel dirigere La piccola volpe astuta di Janáček sostituendo il direttore stabile. A seguito di un nuovo incarico a Duisburg e Düsseldorf, dove fu nominato Kapelmeister alla Deutsche Oper am Rhein sino al 1964, si occupò della direzione di diverse opere e ottenne un grande successo con il balletto Undine di Henze. Carlos amava la danza e ammirava le ballerine tanto da seguire anche le prove del corpo di ballo. Diresse anche Agon di Stravinskij e Il principe di legno di Bartók.
A sorpresa il 25 maggio 1961 Kleiber sposò la ballerina slovena Stanislava Brezovar da cui ebbe due figli, Marko e Lillian. Carlos e Stanka rimasero insieme per tutta la vita, morendo a pochi mesi l'uno dall'altra. La moglie fu per lui un'assistente preziosissima, si occupava infatti di ingaggi, di diritti, di contatti e soprattutto lo teneva al riparo da ciò di cui egli aveva più timore: l'eccessiva notorietà e il rischio di diventare una star. In Slovenia Kleiber trascorse diversi periodi di vacanza, riuscendo a trovare un rifugio tranquillo dove poteva uscire senza essere continuamente riconosciuto, fermato e, a volte, importunato.
Durante il suo incarico a Düsseldorf Kleiber venne a "scontrarsi" con quello che sarà uno dei suoi cavalli di battaglia, l'Otello di Verdi di cui curerà fino all'estremo la strumentazione e la suddivisione timbrica degli strumenti. Ma l'incontro "artistico" più importante lo ebbe nel 1964 con Der Rosenkavalier di Richard Strauss; l'opera andò in scena il 9 marzo senza prove; Kleiber prese solidamente in mano un'orchestra che era abituata a non considerare quasi il direttore; sconvolse tutto, dalla lettura meticolosa della partitura alla nuova disposizione degli orchestrali. La critica fu favorevole e iniziò ad accorgersi di lui.

### La maturità artistica
Con il Rosenkavalier debuttò alla grande al Teatro di Stoccarda, chiamato nel 1966 da Walter Erich Schäfer, allora sovrintendente. Al termine della prima prova, tutti gli orchestrali si alzarono per applaudire il maestro. Kleiber fu ingaggiato subito come direttore ospite. L'ombra e l'esempio del padre furono sempre presenti durante tutta la sua carriera e a Stoccarda Carlos decise di confrontarsi con il Wozzeck, opera diretta in prima esecuzione da Erich e utilizzò proprio la stessa partitura usata e annotata dal padre, forse nell'intento di allontanare i fantasmi del passato. Portò la stessa opera al Festival di Edimburgo, debuttando sul suolo britannico.
Dopo un invito alla Filarmonica di Monaco di Baviera, dove diresse tra l'altro La sorpresa di Haydn, vi fu l'incontro di Kleiber con la musica di Mahler. In occasione del Festival Mahler di Vienna diresse Das Lied von der Erde preparando l'esecuzione meticolosamente nella sua grande difficoltà ritmica e ascoltando la versione incisa da Otto Klemperer per coglierne tutte le sfumature. Questo fu l'ultimo concerto seguito da Ruth, sua madre, che morì nel 1967 per un attacco cardiaco, esattamente come il padre Erich.
All'Opera di Stato di Monaco di Baviera nel 1968 diresse ancora il Rosenkavalier, Madama Butterfly e La traviata; nel 1969 a Stoccarda si accinse alla realizzazione del suo primo Tristano di cui diede una versione di grande equilibrio strumentale che risultò vincente. Nel 1974 portò il suo Der Rosenkavalier al Covent Garden in un'edizione che ripresentava la regia di Luchino Visconti; Kleiber fu invitato in sostituzione di James Levine e le prove costarono all'orchestra due ore di estenuanti rifiniture del fraseggio musicale, mai abbastanza preciso per il direttore. Sempre nel 1974 portò il Tristano a Bayreuth, sostituendo in questo caso Leonard Bernstein. Alle prove assistette Svjatoslav Richter il quale in seguito disse che Kleiber aveva condotto la musica a un tale livello di viva tensione che al termine della rappresentazione scatenò un'ovazione senza pari, rivelandosi come il più grande direttore d'orchestra del tempo.
Dopo una stagione a Bayreuth nel 1975, nel 1976 Kleiber, dietro pressioni di Claudio Abbado, fu chiamato alla Scala di Milano e vi diresse una straordinaria rappresentazione de Il cavaliere della rosa; il successo fu tale che Paolo Grassi lo invitò a inaugurare la stagione 1976-77 in cui diresse Otello con protagonista Plácido Domingo e la regia di Franco Zeffirelli. Nel 1977 fu ancora a Londra al Covent Garden, dove diresse Elettra di Strauss con il soprano Birgit Nilsson. Alla Scala portò nel 1978 il Tristano e quindi La bohème del 1979; successivamente diresse repliche di Carmen, Wozzeck, La traviata, Falstaff, Die Fledermaus, Il franco cacciatore.
Seguirono diverse tournée fuori d'Europa; nell'aprile del 1981 Kleiber fu con la Filarmonica di Vienna in Messico e, dopo aver sostituito a Milano l'indisposto Karl Böhm nella settima di Beethoven, partì con l'orchestra della Scala per una tournée in Giappone; per timore di impreviste difficoltà il maestro pretese che gli strumentisti fossero gli stessi con cui egli aveva già lavorato nelle recite precedenti, cosa che gli fu concessa tranne per i quattro già andati in pensione. A Tokyo Plácido Domingo fu ancora Otello e poi Rodolfo nella Bohème.
Il debutto negli Stati Uniti fu nel 1978 con la Chicago Symphony Orchestra dove ottenne un successo trionfale interpretando la seconda sinfonia di Brahms. Rientrato a Monaco diresse in concerto per la prima e unica volta nella sua vita la Pastorale di Beethoven, riuscendo nell'intento di riportare la composizione alla brillantezza timbrica originaria. Nel 1984 fu chiamato a Firenze per dirigere La traviata con la regia di Zeffirelli; Kleiber desiderava talmente ripetere questa esperienza con il regista che firmò il contratto non all'ultimo minuto, come suo solito, ma alcuni mesi prima. Il maestro volle come interprete Cecilia Gasdia che, per interpretare una consunta Violetta, riuscì in breve tempo a perdere quindici chili. La rappresentazione fu un tale successo da lasciare un segno nella storia del teatro fiorentino. Nel 1988 debuttò al Metropolitan con Bohème, interpreti Luciano Pavarotti e Mirella Freni; l'opera ebbe quindici minuti di applausi ininterrotti.
Diresse il suo primo Concerto di Capodanno di Vienna nel 1989. Kleiber si era da sempre cimentato con il valzer, dai tempi in cui dirigeva le operette; d'altra parte per lui non si poteva parlare di musica "colta" o di musica "leggera"; il valzer per Kleiber era soprattutto un grande esercizio per ottenere il perfetto equilibrio delle mani nel tenere a freno da un lato il tempo per gli orchestrali e dall'altro per donare eleganza alle fioriture. Il secondo concerto a Vienna lo tenne il 1º gennaio 1992, questa volta in sostituzione di Leonard Bernstein.
Nel 1989, alla morte di Herbert von Karajan, gli venne offerta l'opportunità di succedergli alla direzione dei Berliner Philharmoniker; rifiutò, ammirava così tanto quello che riteneva il suo "padre spirituale" che era preoccupato dalla grande responsabilità di trovarsi davanti alla "sua" orchestra con la possibilità di deluderlo. Fu invitato allora come direttore ospite nel 1990 e, avendo devoluto all'UNICEF il compenso per il concerto, si meritò l'ordine Pour le Mérite da parte del governo tedesco; Kleiber non andò a ritirarlo, insofferente a ogni tipo di celebrazione; l'onorificenza gli fu recapitata a casa da un funzionario. Il 28 giugno 1994 diresse sempre a Berlino un concerto per la Bosnia, al termine annunciò ancora una volta che avrebbe lasciato il podio definitivamente. Era consapevole che ormai con cifre da capogiro gli organizzatori retribuivano il suo celebre nome invece della sua musica. 

### Gli ultimi anni
Negli ultimi anni Kleiber diresse sempre di meno e, a volte, solo in occasioni particolari, come nel 1997 a Lubiana in un concerto per beneficenza a favore del ginnasio dove aveva studiato la moglie. L'ultimo concerto lo diresse a Cagliari il 26 febbraio 1999 rientrando da Las Palmas; l'orchestra era la Symphonieorchester des Bayerischen Rundfunks e il programma comprendeva la quarta e la settima sinfonia di Beethoven; come bis propose l'Ouverture de Il pipistrello di Strauss. Gli ultimi anni passati da Kleiber furono caratterizzati per lui da un desiderio di continuare a dirigere, ma al tempo stesso dalla speranza di poter sempre dire di no. Così fu per un Falstaff proposto dal Teatro Real di Madrid, per i ripetuti inviti di Domingo a dirigere a Washington e a San Francisco e per la richiesta di Carlos Saura di dirigere una Carmen a Siviglia.

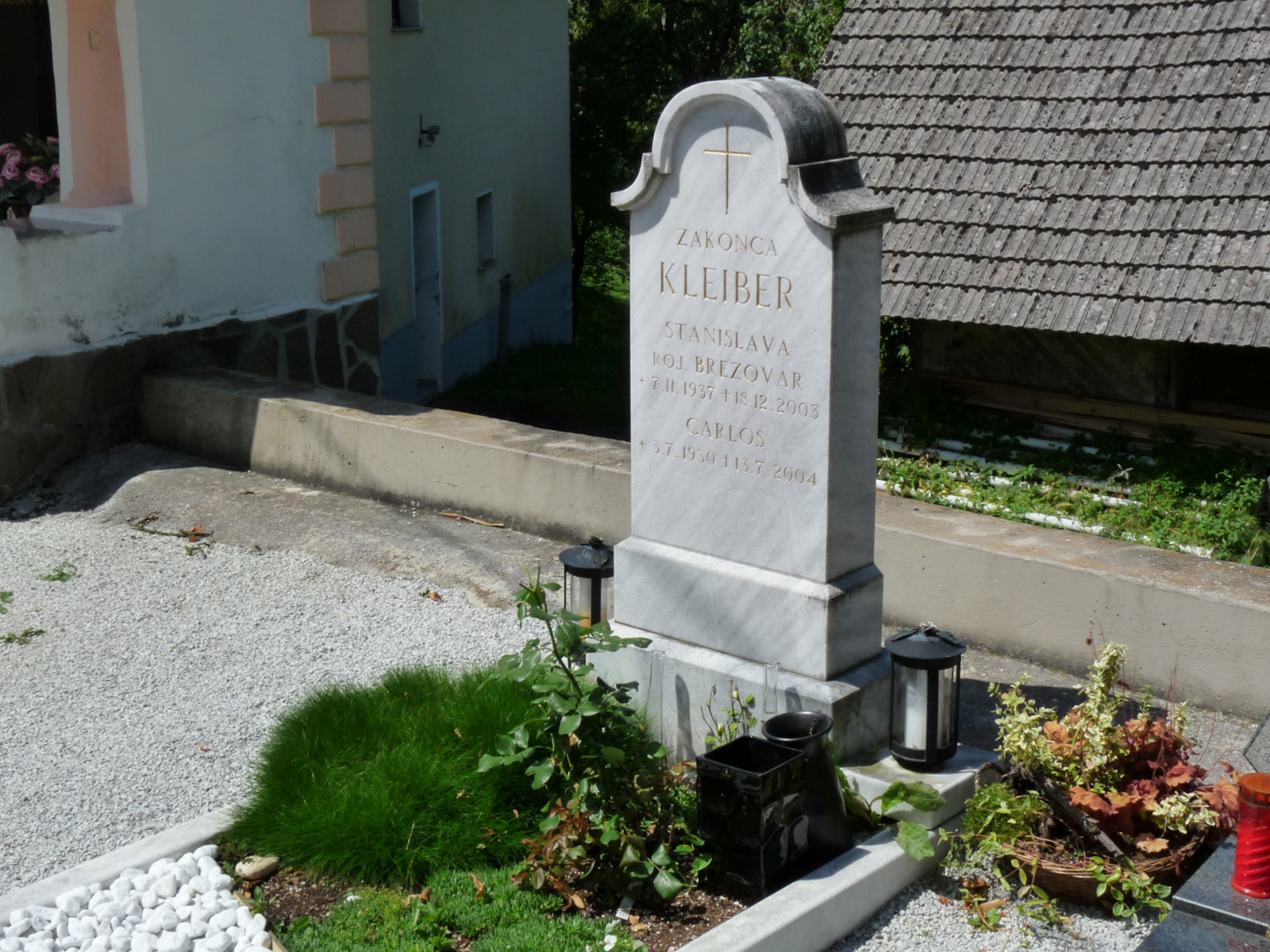
Tomba di Carlos Kleiber e della moglie a Konjšica

Nel 2003 i medici gli riscontrarono uno stadio già troppo avanzato di un cancro che non era più possibile operare. Poco tempo dopo la moglie Stanka morì e a Kleiber venne a mancare l'unico vero appoggio che avesse mai avuto, il suo punto fermo e il suo vero senso di "identità". Gli ultimi tempi li passò rinchiuso nella villa che aveva a Monaco, parlando con gli amici di musica. Scomparve il 13 luglio del 2004 a Konjšica che aveva raggiunto due giorni prima, da solo, in auto. Per sua espressa volontà la notizia fu resa nota il 19 luglio, due giorni dopo il funerale e colse di sorpresa il mondo della musica classica. È sepolto in Slovenia, a Konjšica, accanto alla moglie Stanislava, morta sette mesi prima.
Uomo schivo e riservatissimo, era noto per la sua grande disponibilità, educazione e gentilezza con cui interagiva con i membri dell'orchestra; al tempo stesso era però estremamente esigente, era capace di abbandonare il podio durante le prove se l'orchestra non raggiungeva i risultati da lui voluti. Il difficile rapporto avuto col padre, misto di venerazione e conflittualità, è la chiave per comprendere la sua ricerca di perfezione assoluta e la sua costante autocritica e insicurezza. Limitava per quanto possibile le sue attività direttoriali e anche le registrazioni discografiche delle sue interpretazioni, diceva infatti di non voler "mummificare" le opere da lui dirette.

## Discografia
Il suo perfezionismo lo portò a limitare il numero delle incisioni discografiche che restano tutte di grandissima importanza. Moltissime furono però le edizioni clandestine, a volte ottenute in situazioni non ottimali o con rumori di fondo. Da ricordare tra quelle ufficiali in particolare le sinfonie di Ludwig van Beethoven da lui affrontate (la quarta, la quinta, la sesta e la settima), le registrazioni della Seconda e della Quarta sinfonia di Johannes Brahms, della Terza e Ottava di Schubert, delle opere teatrali già citate e dei due splendidi Concerti di Capodanno a Vienna del 1989 e del 1992.
Per quanto concerne il Tristan und Isolde di Wagner va fatto riferimento non solo a quello "ufficiale" pubblicato dalla Deutsche Grammophon con la Staatskapelle Dresden, ma anche a quelli di Bayreuth (Golden Melodram) e di Milano con l'orchestra della Scala (Myto Records). Esiste del Fledermaus di Strauss una doppia edizione, DVD o solo audio della Deutsche Grammophon, che varia leggermente nel cast. 
Altre importanti registrazioni: il Freischütz di Weber e La traviata di Verdi sempre con etichetta Deutsche Grammophon.
- Beethoven, Sinf. n. 4 - Kleiber/Bayerisches Staatsorchester - 1982/1986/1999
- Beethoven, Sinf. n. 5, 7 - Kleiber/WPO - 1974/1976 Deutsche Grammophon
- Brahms, Sinf. n. 4 - Kleiber/WPO - 1980 Deutsche Grammophon
- Schubert, Sinf. n. 3, 8 - Kleiber/WPO - 1978 Deutsche Grammophon
- Strauss, J. - Il pipistrello - Kleiber/Varady/Prey - 1975 Deutsche Grammophon
- Verdi, Traviata - Kleiber/Cotrubas/Domingo - 1976 Deutsche Grammophon
- Verdi, Otello - Kleiber/Domingo/Freni/Cappuccilli - 1976
- Wagner, Tristano e Isotta - Kleiber/Price/Kollo/Moll/Götz - 1981 Deutsche Grammophon
- Weber, Il franco cacciatore - Kleiber/Janowitz/Mathis/Crass - 1973 Deutsche Grammophon
- Carlos Kleiber Conducts Johann Strauss, 1989 SONY BMG
- Kleiber, Registrazioni orchestrali + Documentario 'A Memory' - Kleiber/WPO, 1974/1980 Deutsche Grammophon
- 1992 New Year's Concert In the 150th Jubilee Year of the Wiener Philharmoniker, Sony

## Videografia
- Beethoven, Sinf. n. 4, 7 - Kleiber/CGO - 1983 Philips
- Beethoven Brahms Mozart, Coriolano/Sinf. n. 33/Sinf. n. 4 - Kleiber/Bayer. Staatsorch. - Deutsche Grammophon
- Bizet - Carmen - Kleiber/Obraztsova/Domingo/Mazurok/Buchanan, regia Franco Zeffirelli - 2005 TDK
- Brahms, Sinf. n. 2, Mozart, Sinf. n. 36 - Kleiber/WPO - 1991 Philips
- Strauss, J. - Il pipistrello - Kleiber/Coburn/Perry/Wachter, regia Otto Schenk - 1981 Deutsche Grammophon
- Strauss, R. - Il cavaliere della rosa - Kleiber/Lott/Otter/Moll, regia Otto Schenk - 1994 Deutsche Grammophon
- Strauss, R. - Il cavaliere della rosa - Kleiber/Jones/Jungwirth/Popp, regia Otto Schenk - 1979 Deutsche Grammophon
- Kleiber, The legend (Beethoven/Brahms/Mozart/Strauss) - Kleiber/CGO/WPO/Bayer - 1983/1992 Philips
- Conc. di Capodanno 1989 - Strauss jr. e sr./Strauss Josef - Kleiber - Deutsche Grammophon